# Ariodante Fabretti
Ariodante Fabretti (Perugia, 1 de octubre de 1816 - Monteu da Po, 15 de septiembre de 1894) fue un arqueólogo, político y profesor italiano. Sus investigaciones históricas sobre la Edad Media en Italia y sobre la antigüedad etrusca son muy importantes. Además de un gran número de trabajos para La nuova enciclopedia populare y las Memorie della Società di storia patria dell'Emilia, también se le debe: Biografie dei capitani venturieri dell'Umbria, Cronache e storie inedite della città di Perugia dal 1150 al 1563, Corpus inscriptionum italicarum antiquioris aevi, La prostituzione in Perugia, nei secoli XIV e XV.

## Biografía
Nació en 1816 en Perugia. Dedicado al estudio de las lenguas antiguas y de las ciencias naturales, intervino también en política donde en 1848 representó a su ciudad natal en la Asamblea constituyente de Roma. Poco después se vio obligado a huir a consecuencia de la revolución y se refugió en Turín, donde fue director del Museo de Antigüedades y profesor de arqueología en la Universidad de Turín. Fue también senador en 1889, integrante de la Academia de Ciencias de Turín y director de las Atti della Società di Archeologia e Belle Arti de la misma ciudad.

## Obras
- Biografie dei capitani venturieri dell` Umbria (Montepulciano 1842-1845).
- Cronache e storie inedite della città di Perugia dal 1150 al 1563 (Florencia 1850-1851).
- Corpus inscriptionum italicarum antiquioris aevi (Turin 1867).
- In museo d' ancichitá di Torino (Turin 1872).
- Le antiche lingue italiche (Turin 1874).
- Degli studi archeologiche in piemonte (1881).
- La prostituzione in Perugia, nei secoli XIV e XV (1885).